# Nova Escòcia a la Revolució Americana
Nova Escòcia va estar fortament involucrada en la Guerra de la Independència dels Estats Units d'Amèrica (Nova Escòcia incloïa l'actual Nova Brunswick actual fins que es va crear aquesta colònia després de la guerra).
La Revolució Americana (1776-1783) va tenir un impacte significatiu en la conformació de Nova Escòcia. Al principi, hi havia una ambivalència a Nova Escòcia, «la 14a Colònia Americana», com alguns la van anomenar, sobre si la colònia s'hauria d'unir als estatunidencs en la guerra contra la Gran Bretanya. En gran manera com a conseqüència dels atacs de corsaris estatunidencs a pobles de Nova Escòcia, a mesura que la guerra continuava, la població de Nova Escòcia va solidaritzar el seu suport als britànics. Els nous escocesos també es van influenciar per mantenir-se fidels a Gran Bretanya per la presència de les unitats militars britàniques, la persecució judicial dels governadors de Nova Escòcia i els esforços del reverend Henry Alline.

## Antecedents
A Nova Escòcia, alguns antics residents de Nova Anglaterra es van oposar a la Stamp Act 1765 (Llei del Timbre de 1765), però els nous immigrants britànics i els interessos comercials orientats a Londres amb seu a Halifax (la capital de la província), van ser més influents. L’única gran protesta pública va ser él penjament simbólic de l'efígie del distribuïdor de segells i de Lord Bute. La llei es va aplicar a les dues províncies, però el distribuïdor de segells de Nova Escòcia va dimitir el gener de 1766, afectat per temors sense fonament per la seva seguretat. Les autoritats locals existents van ordenar de permetre als vaixells sense segells entrar als seus ports, i els negocis va continuar sense cap problema després que els distribuïdors es quedessin sense segells.

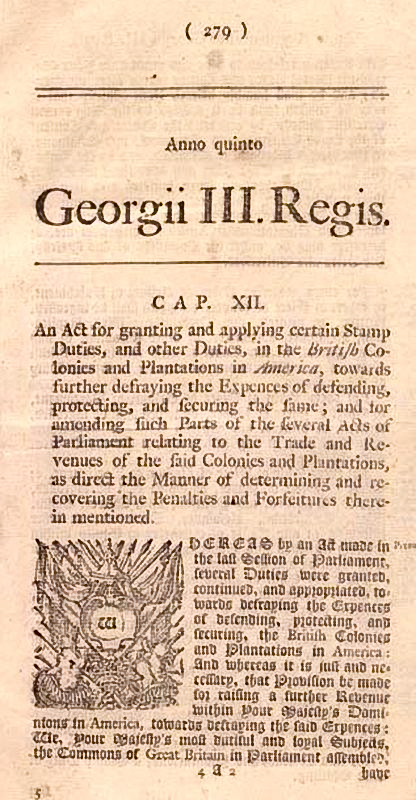
Còpia de la Stamp Act 1765
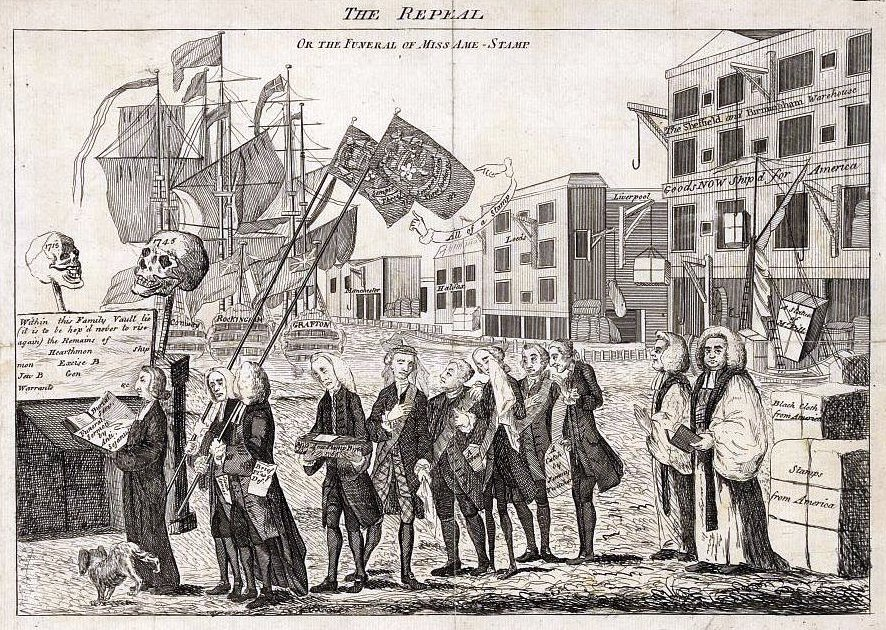
Gravat que representa la derogació de la Llei del Timbre com un funeral, amb George Grenville portant un petit taüt on es pot llegir «nascut el 1765, mort el 1766»

## 1775–1778
A l'esclat de la Revolució Americana, molts nous escocesos eren de Nova Anglaterra i simpatitzaven amb els patriotes americans. Aquest suport es va anar erosionant lentament durant els primers dos anys de la guerra, quan corsaris estatunidencs van atacar pobles i transport marítims de Nova Escòcia per intentar interrompre el comerç de Nova Escòcia amb els lleialistes estatunidencs que encara vivien a Nova Anglaterra. Durant la guerra, els corsaris estatunidencs van capturar 225 vaixells que sortien o arribaven als ports de Nova Escòcia. El juny de 1775, els estatunidencs van tenir la seva primera victòria naval sobre els britànics a la batalla de Machias. En resposta a aquesta derrota, el juliol de 1775, els britànics van enviar des de Halifax dos sloops armats a Machias per a capturar els rebels. El corsari estatunidenc Joseph O'Brien va capturar aquests dos vaixells britànics el 12 de juliol de 1775 a la badia de Fundy. El mes següent, corsaris estatunidencs de Machias van obtenir la seva tercera victòria consecutiva a la regió assaltant St John.
En represàlia per les victòries estatunidenques a Machias i St. John, els britànics van executar la crema de Falmouth (actual Portland, Maine) a l'octubre de 1775. El mes següent, al novembre de 1775, els patriotes americans van prendre represàlies amb els vaixells Hancock i USS Franklin des de Marblehead dirigint la incursió a Charlottetown i de Canso, on van capturar cinc vaixells; en la incursió a Charlottetown, els corsaris també van cercar venjança contra Nathaniel Coffin, el lleialista que va tallar l'Arbre de la Llibertat de Boston. El primer any de la guerra va acabar amb la incursió corsaria estatunidenca a Yarmouth.
El 1775, la rebel·lió va començar a fermentar a Nova Escòcia. El governador Legge va començar a vigilar a importants dissidents protestants de l'Església de St Matew: John Fillis, el jutge William Smith i el ministre John Frost. El governador també va vigilar el jutge Seth Harding del municipi de Liverpool, el qual va marxar l'octubre de 1775 i no va tornar. Segons Cahill, com a resultat dels «casos de repressió no legal i petita tirania, com ara els acomiadaments sumaris del jutge Smith i del ministre Frost, van acabar amb la retirada del governador Legge [a Londres] el gener de 1776».
Un petit nombre de nous escocesos es van dirigir cap al sud per servir amb l'Exèrcit Continental contra els britànics; al finalitzar la guerra, aquests rebels van rebre terres a la Zona dels refugiats, Ohio.

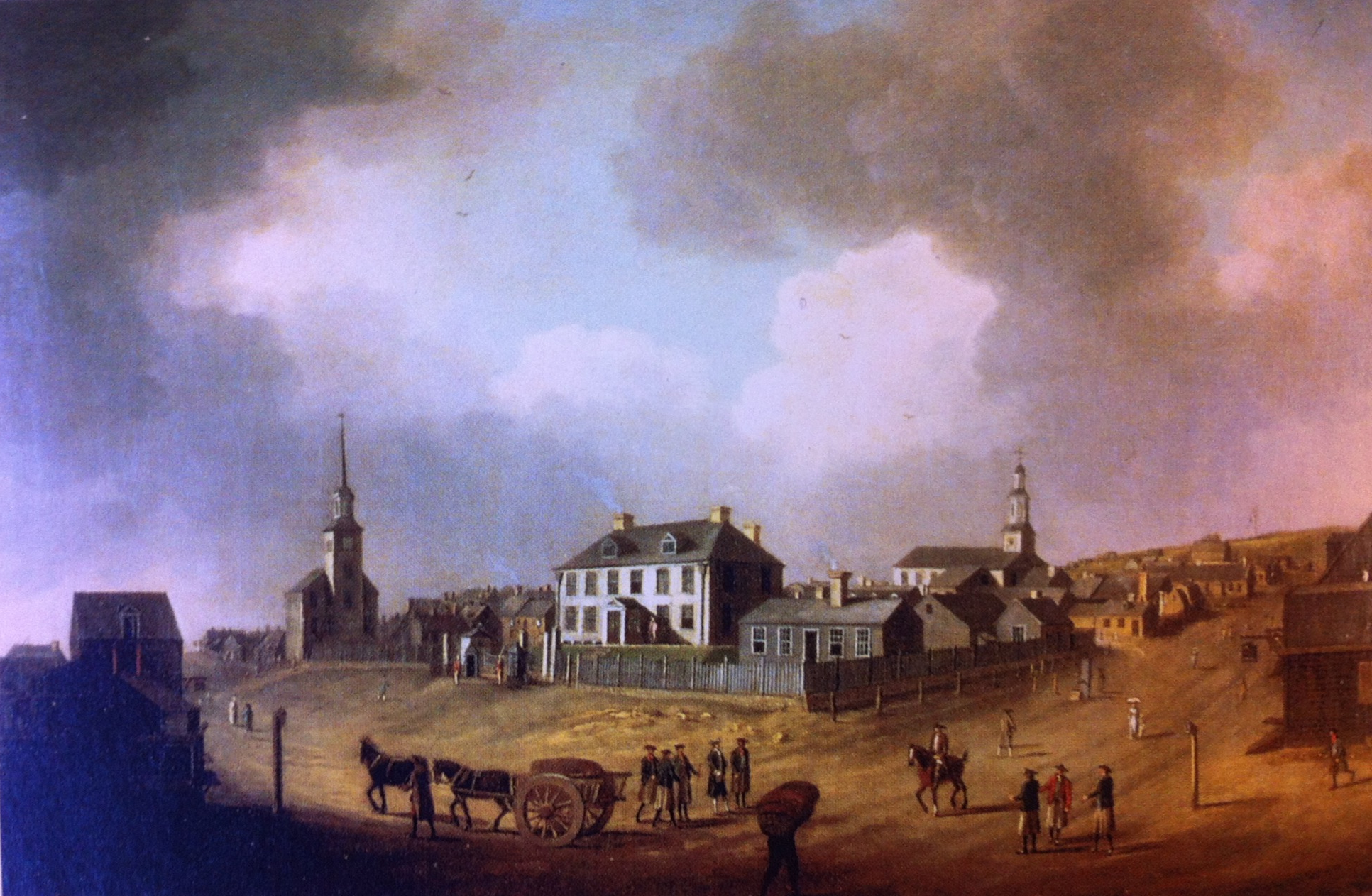
Halifax c. 1762, per Dominic Serres. L'Església de St Matew es troba a l'esquerra
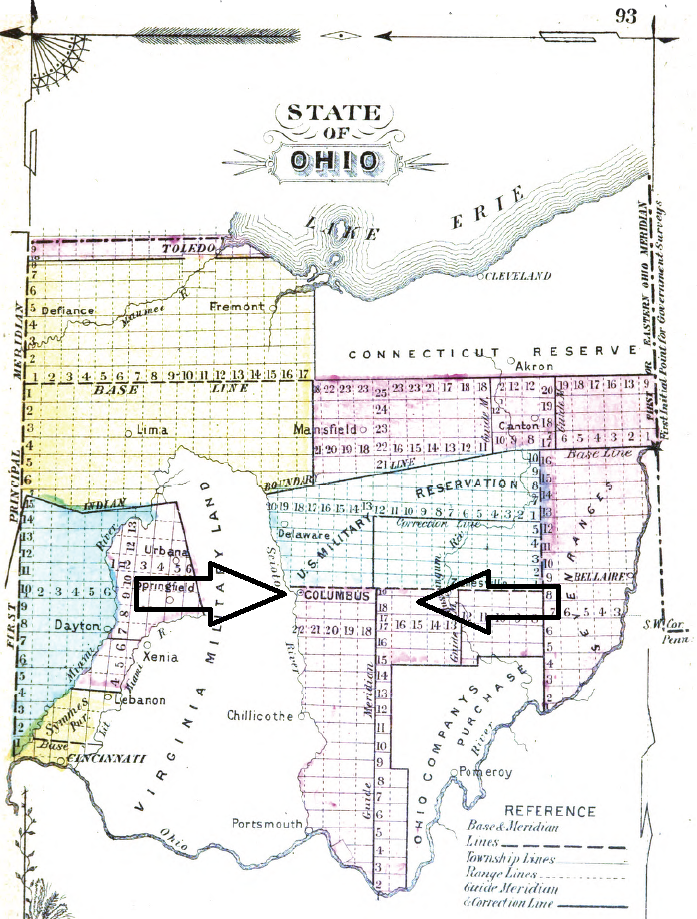
La zona dels refugiats (Ohio) es troba entre les fletxes
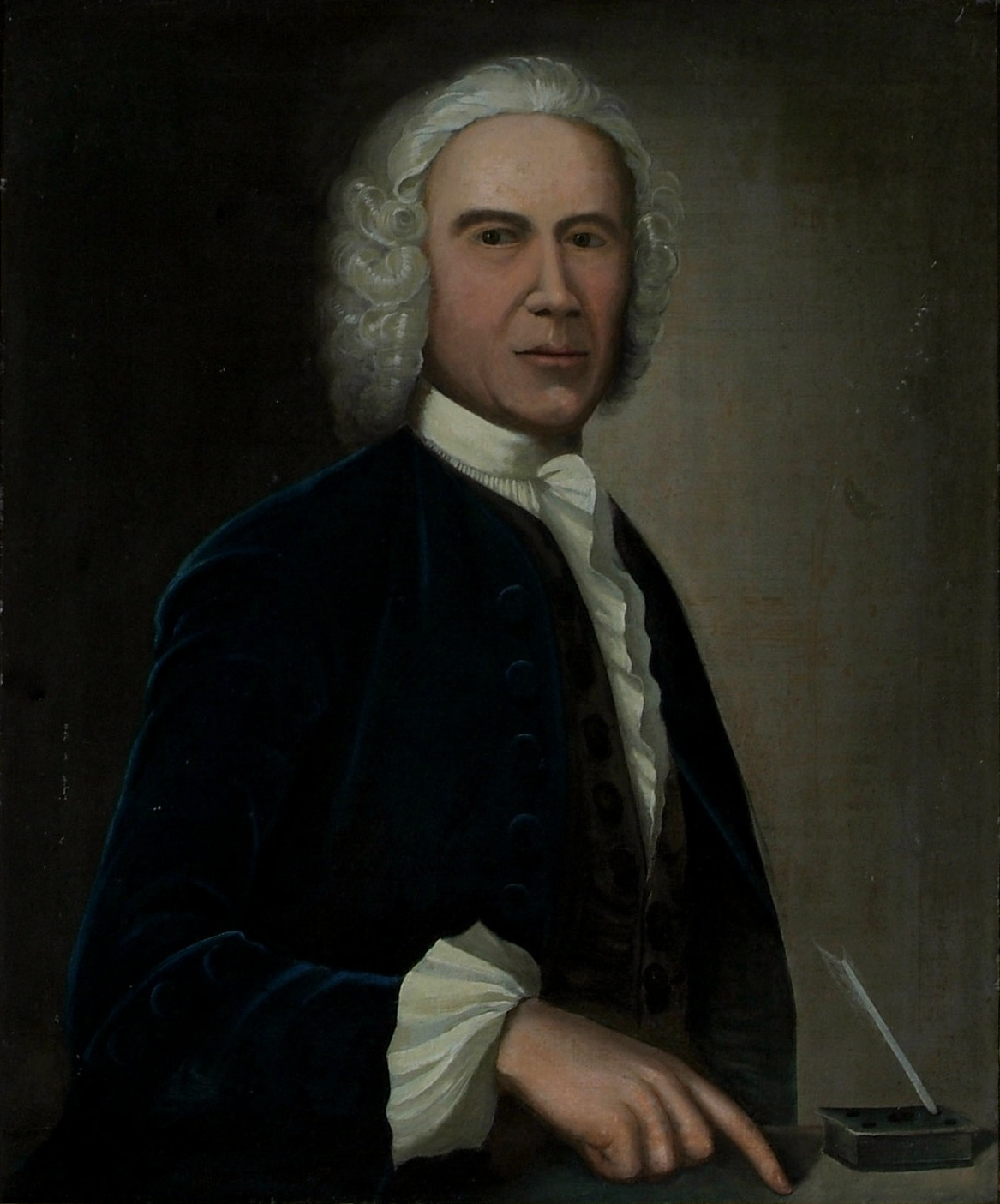
Malachy Salter (1715-1781), comerciant i titular d'una oficina de Nova Escòcia, va ser condemnat per sedició per trair als lleialistes durant la Revolució americana

El 1776, també hi va haver una rebel·lió armada coneguda amb el nom de Rebel·lió de Maugerville. Es va fer un altre atac per terra dirigit per Jonathan Eddy al Fort Cumberland. Segons l'historiador Barry Cahill, aquesta rebel·lió va portar al govern de Nova Escòcia a «utilitzar la llei formal en processos de sedició per a un aspecte essencial de la resposta oficial a la Revolució americana». El govern va jutjar al reverend dissident John Seccombe i va empresonar Timothy Houghton per incitació a la rebel·lió. Malachy Salter va ser condemnat per sedició el 1777. A finals de 1776, hi va haver dos atacs importants estatunidencs a Nova Escòcia. Un d’aquests assalts va ser marítim i dirigit per John Paul Jones a la incursió a Canso. El 1776, John Allan va intentar convèncer els maliseets per unir-se a la causa rebel i que lluitessin contra els lleialistes de Nova Brunswick. El 1776, dos corsaris estatunidencs van capturar quatre vaixells al cap Forchu (Nova Escòcia) i van fer presoners a gent de la zona.
Al març de 1777, després de l'enfrontament de la marina estatunidenca contra la marina britànica a la batalla de Yarmouth, un dels vaixells estatunidencs va ser perseguit pels britànics i els seus tripulants van buscar refugi en un poble de la zona. La tripulació va trobar suport a Yarmouth, i els seus habitants van aixoplugar als corsaris estatunidencs de la marina britànica fins que van poder escapar cap a Nova Anglaterra. La relació entre corsaris estatunidencs i milícies locals va ser molt estreta en la regió. El 2 de maig de 1777, a la conca del Minas, el capità Collet va capturar la goleta corsària estatunidenca Sea Duck, sota el comandament de John Bohannan, i la va portar a Windsor. Al juny, els patriotes van iniciar una expedició al riu St. John. El juliol del 1777, HMS Amazon va capturar el vaixell corsari Active a l'illa del cap de Sable. L'agost de 1777, els britànics van atacar Machias.
L’any següent, l’abril de 1778, els corsaris estatunidencs van atacar de nou Liverpool. El 9 d'agost, els corsaris va atacar a Cornwallis a l'actual Kentville, el que va donar lloc a la construcció de Fort Hughes a la zona per part dels britànics. El fort va poder albergar 56 soldats. El 1778, la goleta britànica Hope va destruir un vaixell particular a Canso. Set patriotes van escapar, però després van ser capturats a prop de Halifax. Els presoners van tornar a Boston amb el Swift el setembre de 1778. El Cartel Silver Eel va portar presoners a Boston l'octubre de 1778.
El 1779, Maugerville va ser atacada pels maliseets, que lluitaven junt amb John Allan a Machias. Van capturar un vaixell i van saquejar les cases de dos o tres residents. Com a resposta, es va construir una fortalesa a la desembocadura del riu Oromocto, també anomenat Fort Hughes (anomenat així pel tinent governador de Nova Escòcia, Sir Richard Hughes). El juny de 1779, les tropes britàniques de Windsor van capturar 12 corsaris estatunidencs a la badia de Fundy, els quals havien arribat amb un gran vaixell, armats, per a saquejar els vaixells i els habitants. El 1779, els corsaris estatunidencs van tornar a Canso i van destruir vaixells pesquers, que aportaven 50.000 £ anuals a la Gran Bretanya.

## 1779–1782
El 1779, els britànics de Halifax van adoptar una estratègia per apoderar-se de parts de Maine, especialment al voltant de la badia de Penobscot, i convertir-la en una nova colònia que es deuria anomenar Nova Irlanda. Estava destinada a ser una colònia permanent per a lleialistes i una base per iniciar accions militars durant la guerra.
A principis de juliol de 1779, Francis McLean va abandonar Halifax i va dirigir una força militar terrestre i naval britànica cap al port mercantil de Castine, va desembarcar tropes i va prendre el control del poble. Va començar a erigir Fort George en un dels punts més alts de la península. Alarmats per aquesta incursió, la Cort General de Massachusetts va enviar una expedició a Penobscot per situar-se a prop del fort i recuperar el territori. El setge va començar el 25 de juliol i va durar tres setmanes, fins a l'arribada del comandant britànic George Collier que va destruir l'expedició estatunidenca; els britànics van mantenir Nova Irlanda (la nova pàtria lleialista prevista) fins al final de la guerra. En canvi, els britànics van dividir Nova Escòcia i van nomenar la nova pàtria lleialista Nova Brunswick).

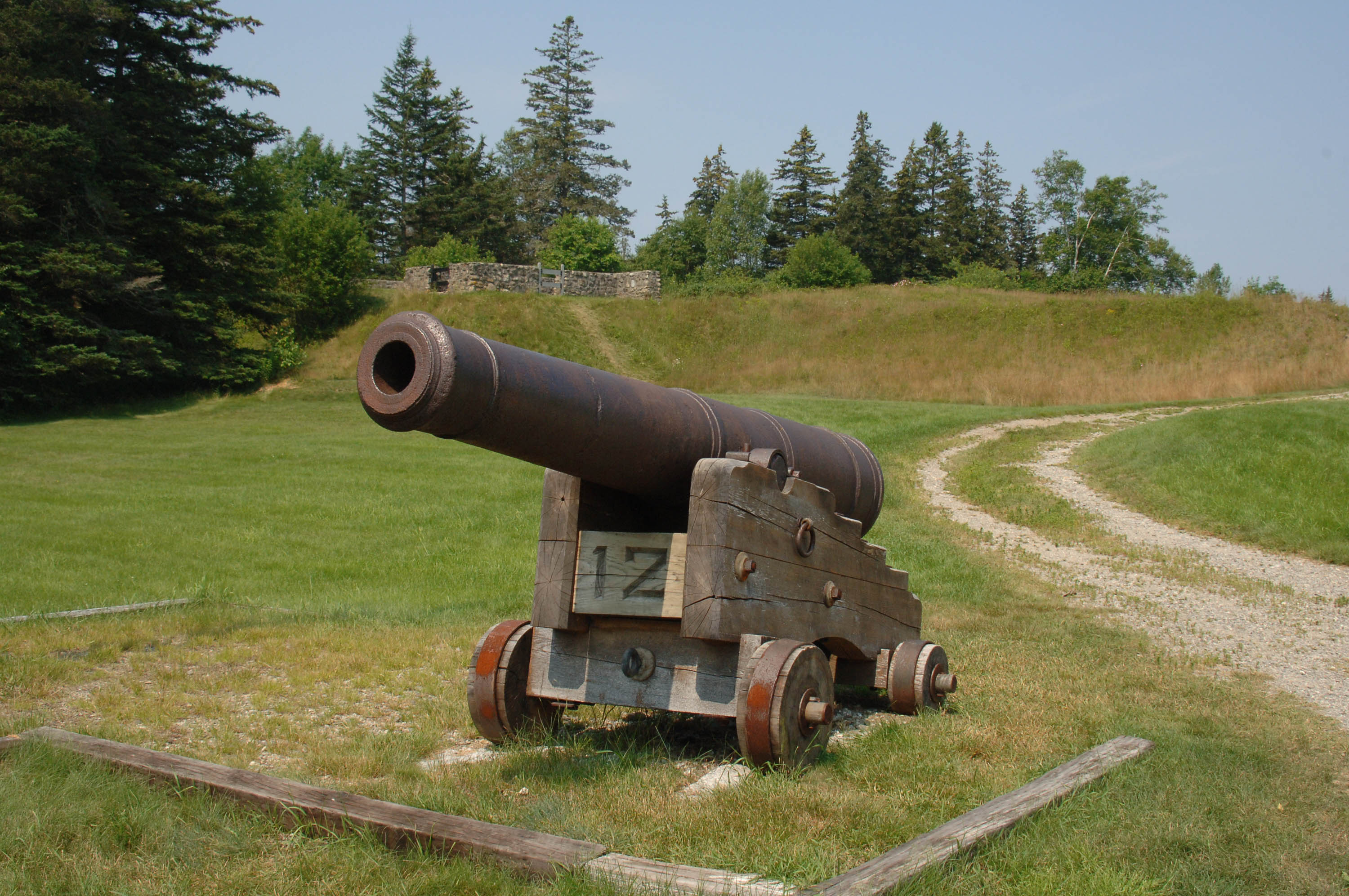
Fort George (Castine, Maine). Fort britànic construït per protegir Nova Irlanda
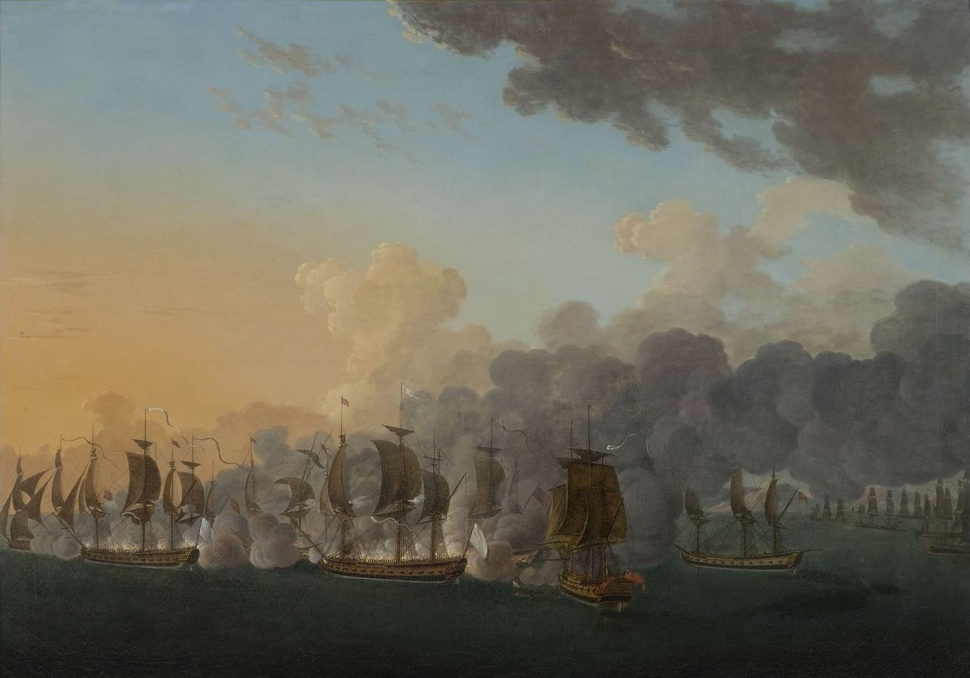
Batalla naval de Cap Bretó (1781)
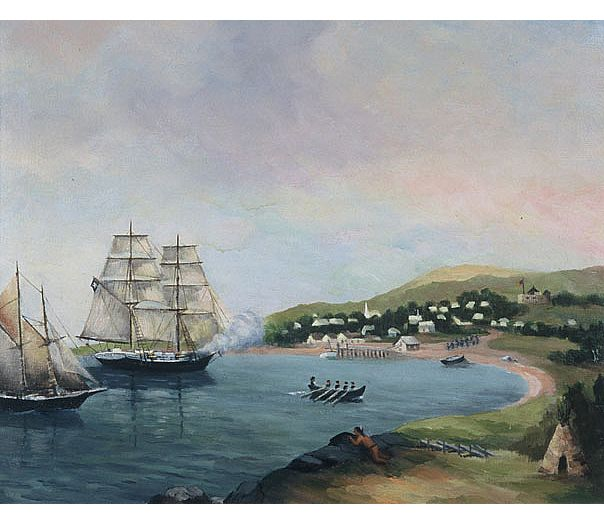
Incursió a Lunenburg (1782)

A finals de 1779, els britànics a Halifax van experimentar algunes pèrdues importants. El desembre de 1779, la goleta Hope va naufragar prop de Samri Island Light, a Three Sisters Rocks. El capità Henry Baldwin i altres sis tripulants van morir. Setmanes després, 170 mariners britànics es van perdre quan dos vaixells (North i St Helena) van naufragar en una tempesta quan entraven al port de Halifax.
El 10 de juliol de 1780, en la batalla de Halifax, el corsari britànic Resolution (16 canons) sota el comandament de Thomas Ross va combatre contra el vaixell corsari patriota Viper (22 canons i 130 homes) fora de Halifax, a Sambro Light. Un observador va descriure el combat com «una de les batalles més sagnants de la història dels corsaris», els dos corsaris van iniciar una «dura lluita» durant la qual tots dos es van batre els uns contra els altres amb foc de canó durant uns 90 minuts. El combat va suposar la rendició del vaixell britànic i la mort de fins a 18 mariners britànics i 33 estatunidencs.
Al maig de 1781, la milícia local de Nova Escòcia va derrotar a corsaris estatunidencs en una batalla prop del Cap Split. Els britànics i els francesos també es van enfrontar a la batalla naval de Cap Bretó. Finalment, els corsaris van tornar en la incursió a Annapolis Royal. Durant l'últim any d’atacs a Nova Escòcia, els corsaris estatunidencs van lluitar en la batalla naval de Halifax i la incursió a Lunenburg.

## Regiments de defensa
Per protegir-se dels atacs de corsaris estatunidencs, el 84è Regiment a Peu (Royal Highland Emigrants) (2n batalló) va guarnir forts del Canadà Atlàntic. Fort Edward (Nova Escòcia), va ser la seu del regiment per evitar un possible assalt terrestre estatunidenc a Halifax des de la badia de Fundy. A Nova Escòcia també es van crear el Royal Fencible American Regiment i el Royal Nova Scotia Volunteer Regiment. Els King's Orange Rangers va defensar Liverpool, el segon assentament més gran de la colònia. Els Hessians també van servir a Nova Escòcia durant cinc anys (1778-1783). Van protegir la colònia dels corsaris estatunidencs, com quan van respondre en la Incursió a Lunenburg (1782). Van ser dirigits pel baró Oberst Franz Carl Erdmann von Seitz. Hi havia 5000 tropes britàniques a Nova Escòcia cap al 1778.

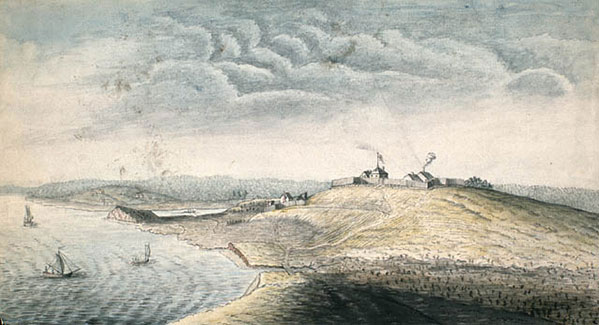
Fort Edward, 1753
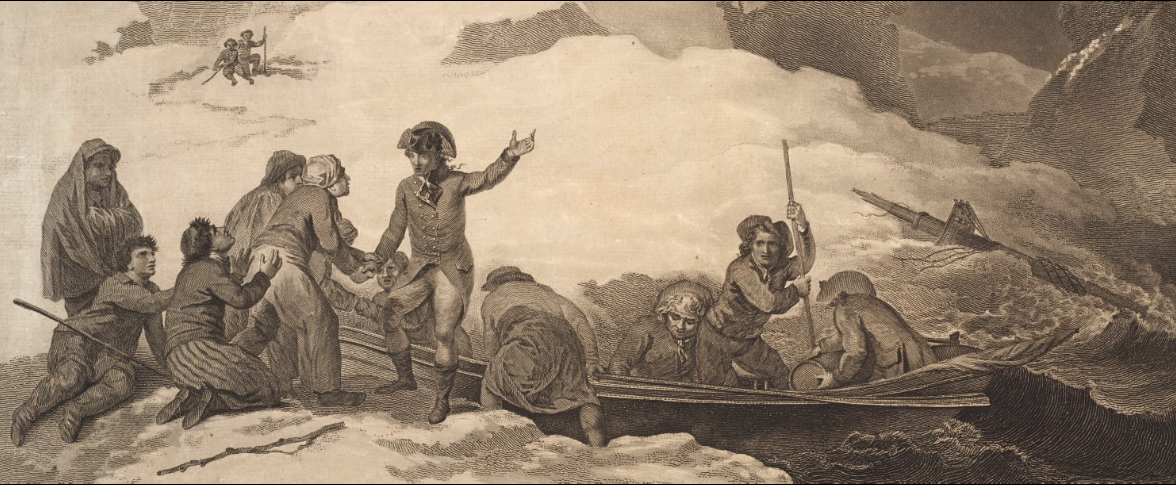
Samuel Waller Prentice i el 1r batalló del 84è Regiment a Peu (Royal Highland Emigrants) després de naufragar a Cap Bretó (Nova Escòcia) el 4 de gener 1780. Gravat de Robert Pollard, 1784

## Defensa naval
Pel que fa a la força naval, juntament amb l'emissió de patents de cors per a diferents vaixells corsaris lleialistes, el 1776 el govern també disposava de la goleta armada Loyal Nova Scotian (8 canons, 28 homes). El 26 de novembre de 1776, sota el comandament de John Alexander, els lleialistes de Nova Escòcia van capturar el vaixell corsari Friendship. El 1778, el vaixell va ser enviat a Lunenburg i després es va retirar. Cap al 1779, la defensa naval de Nova Escòcia tenia quatre vaixells: una fragata (32 canons), una balandra armada (18 canons), i dues goletes armades (10 i 14 canons), tots actuant sota ordres del govern. Hi havia nombrosos vaixells corsaris que rebien el suport de la població local: Enterprise, Hero, Arbuthnot, The David, Mowatt, Lady Hammond, The Fly, Sir George Hammond, Lancaster, Dreadnought, The Success, The Lively, Howe i Jack.
El 1778, els vaixells de Nova Escòcia havien capturat almenys 48 vaixells i van recuperar 4. Entre 1779 i 1781, en van capturar 42 vaixells.

## El Tractat de Watertown
El 1776, els micmac van signar el Tractat de Watertown, acceptant donar suport als patriotes americans contra els lleialistes americans. Tres anys després, el 7 de juny de 1779, els micmac van «lliurar» el tractat de Watertown al governador de Nova Escòcia, Michael Francklin, i es va restablir la lleialtat dels micmac als britànics. Després de la rotunda victòria britànica sobre l'expedició estatunidenca de Penobscot, segons l'historiador micmac Daniel Paul, els micmac de l'actual Nou Brunswick van renunciar el Tractat de Watertown i va signar un tractat d'aliança amb els britànics el 24 de setembre de 1779.

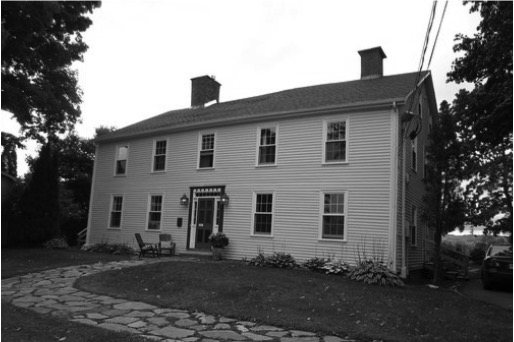
Fort Hughes (Nova Escòcia), 1778
Área antiga dels set grups dels micmac
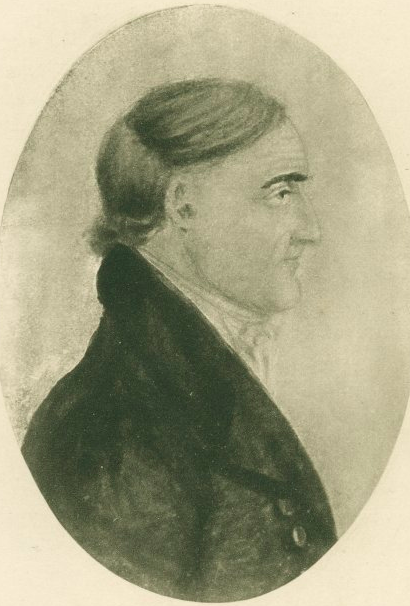
Coronel Simeon Perkins
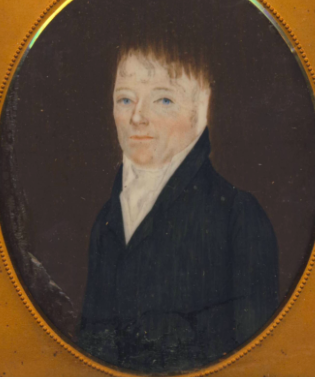
Jonathan Prescott

## Illa de St. John i Newfoundland

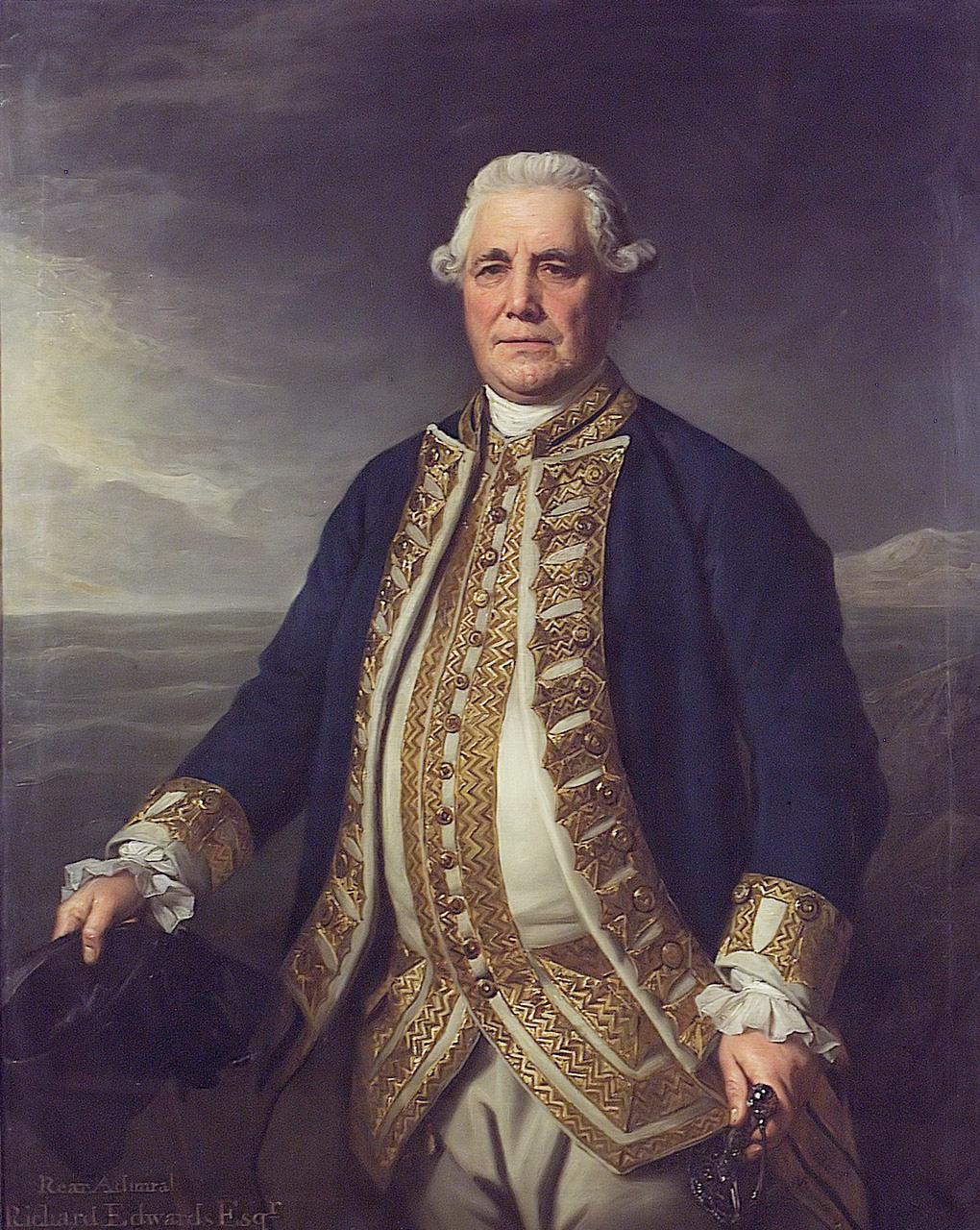
Richard Edwards va ser el governador colonial de Terranova durant gran part de la Revolució

La població de l'illa de St. John (actual Illa del Príncep Eduard), petita en comparació amb Nova Escòcia, només tenia aproximadament 1215 habitants el 1774. Nova Escòcia ha estat descrita com un «escut» per a les altres dues colònies, frenant molt l'arribada dels disturbis de les Tretze Colònies. L'illa de St. John ha estat descrita durant l'època com «una colònia model». A l'esclat de la Revolució Americana, Phillips Callback estava al capdavant de l'illa de St. John. Thomas Gage va començar a reclutar homes per ajudar a defensar el Quebec davant de l'atac estatunidenc; no obstant això, els seus esforços van ser obstaculitzats per un grup de revolucionaris patriotes residents a Pictou. Un grup d’uns 150 soldats estatunidencs es van proposar atacar vaixells que portaven armes als britànics. Tot i que van fracassar en el seu intent, van arribar a Pictou i els residents patriotes de Pictou van crear una milícia per atacar Charlottetown. Van amenaçar amb incendiar la ciutat, però Callback els va convèncer perquè no ho fessin. Callback i Thomas Wright (un topògraf de l'illa) van ser fets presoners. Els dos ostatges van ser alliberats i van tornar a l'illa el 1r de maig de 1776. Després de l'atac, es va enviar un bergantí a l'illa de St. John i es va crear una milícia lleialista. El bergantí va marxar quan va arribar HMS Lizard el setembre de 1776. Es va construir un fort per defensar millor la ciutat, Fort Fort Amherst. Després de l'atac a Eddy, la milícia (que aleshores la formava 20 homes) va augmentar fins a 80 persones i va rebre el nom de Loyal Island of St. John Volunteers. El 1778, cinc companyies sota el comandament de Timothy Hierlihy van ser enviades per reforçar guarnició de l'illa. A l'arribada de les tropes, Callback va rebre l'ordre de dissoldre la milícia «superflua i cara». Va ignorar les ordres. La marina francesa va considerar la viabilitat d’atacar St. John. L'illa, malgrat el perill percebut, va servir principalment com a punt d'aturada per a les tropes britàniques quan sortien del Quebec i de les tropes britàniques que tornaven amb corsaris capturats. Un grup de 200 hessians que es dirigien cap al Quebec, van passar un any a l'illa. La construcció del fort es va continuar fins que Patterson (el governador) va arribar el 1780. Va veure que les cinc companyies i 8.000 lliures que s’havien gastat en fortificacions eren un colossal malbaratament de diners. La feina es va aturar i les companyies van tornar al seu lloc d'origen. Durant la guerra, l’illa va ser altament lleialista i va rebre pocs atacs.
El 1765, la població de Newfoundland (illa de Terranova) era d’uns 15.000 habitants, constituïda principalment per immigrants irlandesos. Com que no es tractava tècnicament d'una colònia, Terranova no pagava els impostos de la Stamp Act 1765 ni les Townshend Acts. Tot i tenir problemes menors amb el govern britànic, l’illa «va conservar un to de lleialtat exemplar». L'illa no va mantenir gairebé defenses i, com a tal, Esek Hopkins va ser enviat a atacar Terranova. El setembre de 1776, un grup de diversos corsaris va agafar tres o quatre vaixells, i van saquejar uns altres deu. El 1777, HMS Fox va ser capturat i diversos mesos després es va recuperar. L’any següent, molts altres vaixells van ser atacats, particularment per l’USS Minerva. A l'arribada de Richard Edwards, molts corsaris van ser derrotats, i pel 1779 ja quedaven pcos. Edwards va ordenar distribuir canons per permetre que les ciutats es defensessin contra els atacs. A principis de 1780, a Mortier, un corsari va ser rebutjat per la ciutat. Aquell mateix any, una flota, dirigida per Edwards, de nou vaixells, va capturar sis corsaris. L'any següent va capturar catorze. Es van crear diverses companyies i diversos centenars de soldats van marxar per lluitar junt amb les tropes britàniques.
Les dues illes tenien poca escassetat d'aliments, sobretot després d'un incendi a St. Johns, en què es van cremar 35 cases i moltes botigues d'aliments. Les dues indústries pesqueres es van reduir a «estats baixos i miserables» i la població general de les dues illes va disminuir. Es va produir un brot de robatoris, ja que la gent necessitava diversos recursos. Es va produir un motí el 1779 a St. John, en què va morir una persona.

## Els assentaments lleialistes a Nova Escòcia
Uns 20.000 lleialistes van fugir cap a Nova Escòcia durant i després de la Revolució Americana. La majoria procedien de l'estat de Nova York. Els tres principals punts d'arribada van ser Saint John River Valley, Digby i Shelburne. Cap Bretó va acollir 3150 refugiats lleialistes. Ile St. Jean va rebre 300 refugiats lleialistes. Els britànics van tornar Nova Irlanda als estatunidencs i el territori del Maine va es va incorporar al recent estat independent estatunidenc de Massachusetts. Amb la desaparició de la pàtria dels lleialistes, Nova Escòcia es va dividir per allotjar els lleialistes: tant Nova Brunswick com el Cap Bretó van ser creades com a colònies separades per allotjar als lleialistes (el Cap Bretó va tornar a Nova Escòcia el 1820).

Hi ha molts lleialistes que es van instal·lar a Halifax i van ser enterrats a l'Antic Cemintiri de Halifax, inclosos un nombre de lleialistes negres que tenen sepultures sense nom.

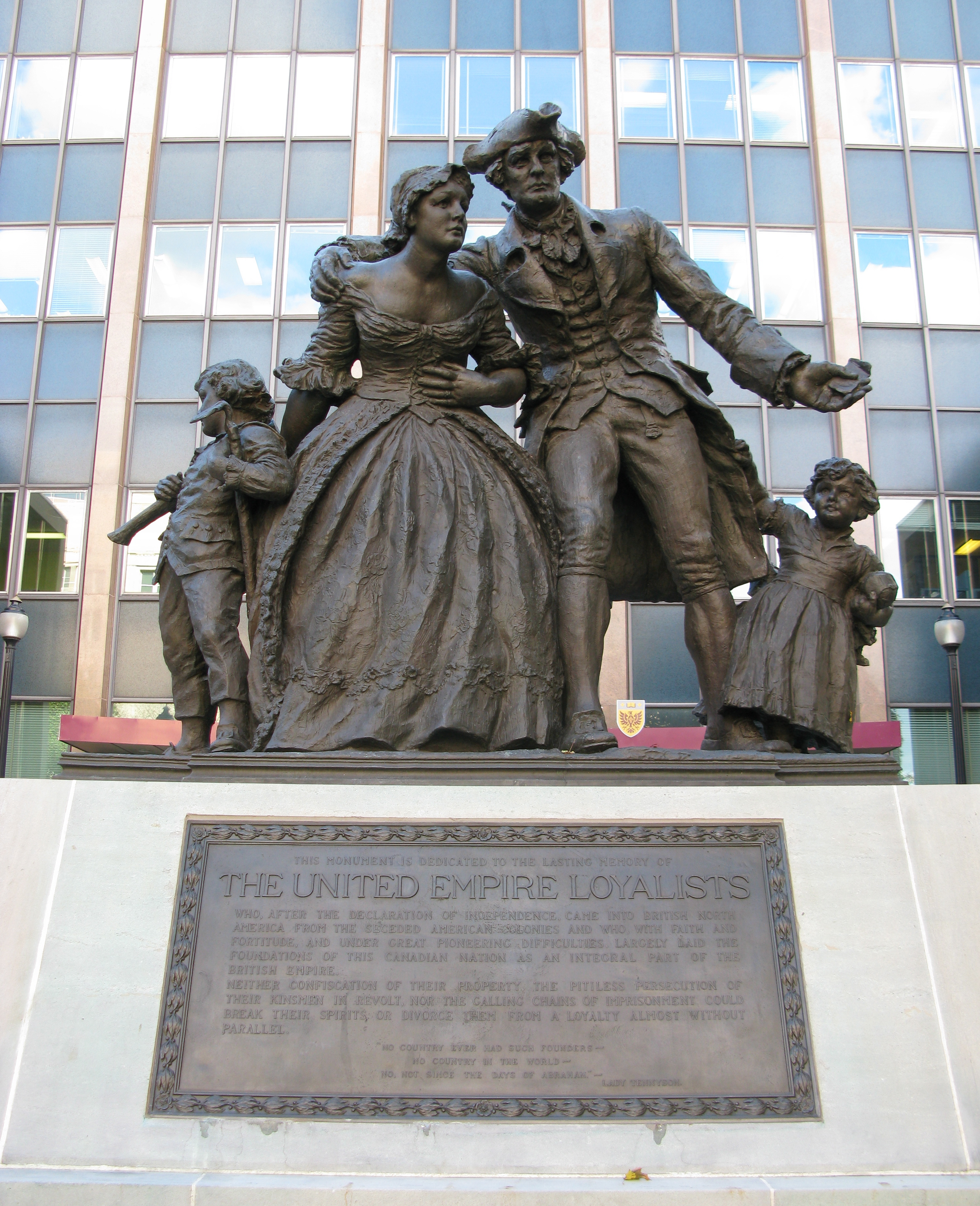
Monument als lleialistes a Hamilton (Ontario), per Sydney March
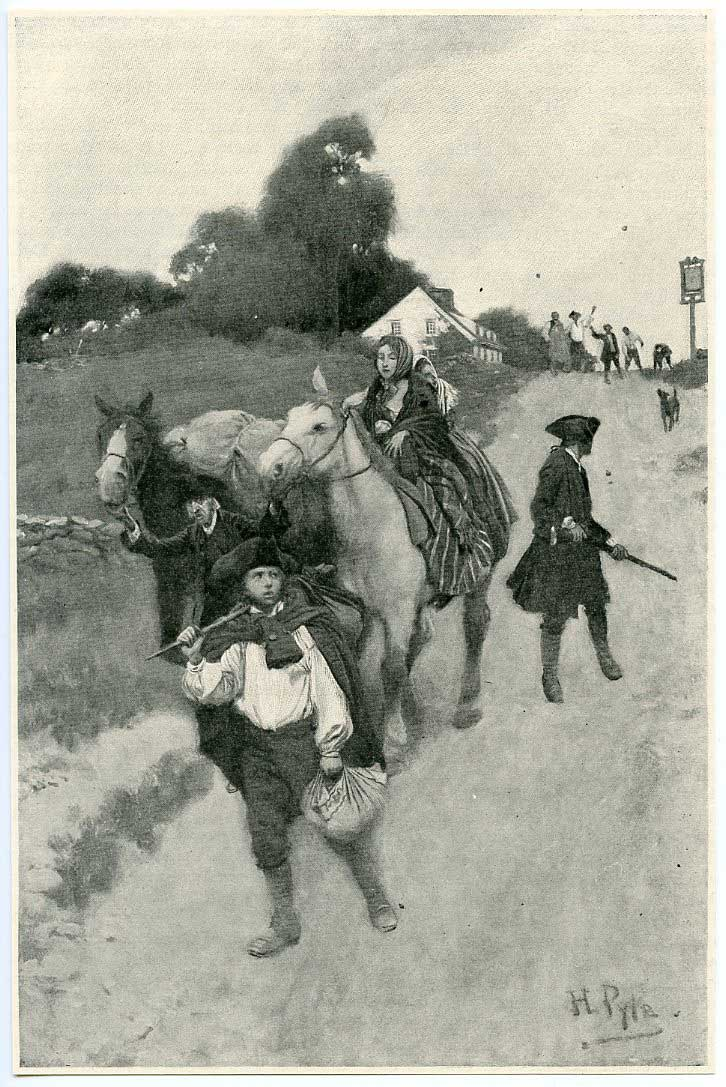
Fugida de lleialistes cap a Les Canadàs durant la Revolució Americana
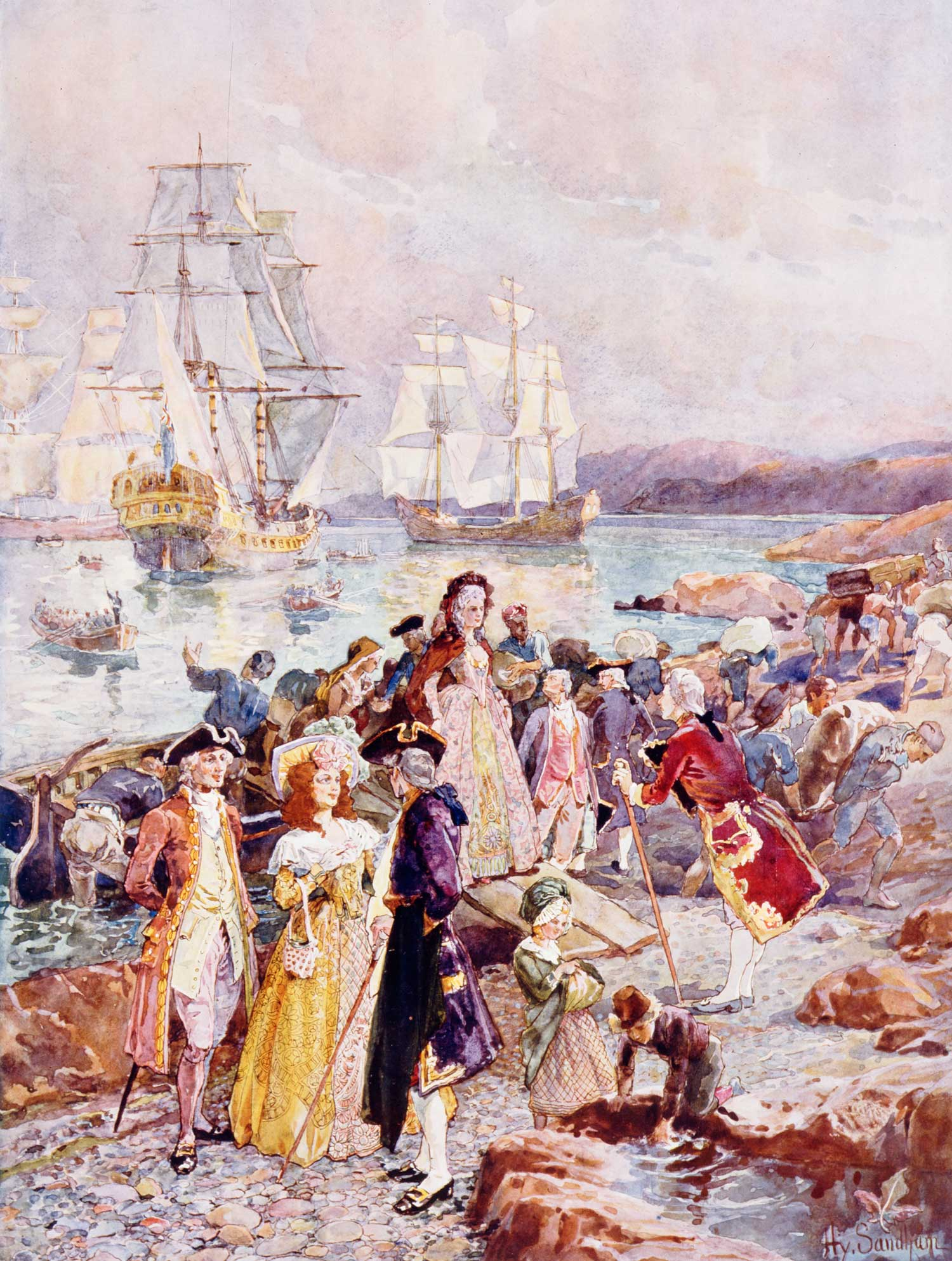
Una representació romanticitzada de l'arribada dels lleialistes a Nova Brunswick, per Henry Sandham

Nombrosos soldats britànics es van convertir en lleialistes i els seus regiments es van establir en diverses comunitats de Nova Escòcia. El Regiment Royal Fencible American es va establir a Wallace. El 2n batalló del 84è Regiment a Peu (Royal Highland Emigrants) es va instal·lar al municipi de East Hants, particularment a Kennetcook.
Hi va haver tres regiments que van instal·lar Digby: Voluntaris de Nova Jersey, Reial Batalló de Guarnició i Regiment Lleialista Americà.
Els Pioners Negres es van establir a Annapolis Royal i a Brindley Town (actual Acaciaville).
Els Hessians també es van establir Annapolis Royal i altres llocs de Nova Escòcia.
A Guysborough es van instal·lar sis regiments: Jamaica Rangers, Jamaica Volunteers, Negro Horse, Reial Regiment de Carolina del Nord, Regiment del Duc de Cumberland i North Carolina Highlanders. A East Country Harbour es van establir tres regiments: el Reial Regiment de Carolina del Nord, King's Carolina Rangers i els Reialistes de Carolina del Sud.
El Reial Regiment de Voluntaris de Nova Escòcia es va establir a Ship Harbour i Antigonish.
El King's Orange Rangers es va establir a Middleton.

### Comunitats anomenades en honor de lleialistes
- Abercrombie, James Abercrombie
- Allendale, James Allen[81]
- Ballantynes Cove (Antigonish), David Ballentine (82è Regiment)
- Balls Creek, Ingram Ball (33è Regiment)
- Barton, Joseph Barton
- Birchtown, Samuel Birch, compilador del Llibre dels negres
- Carleton Corner, Guy Carleton
- Carleton Village, Guy Carleton
- Digby, Robert Digby
- Douglas, Charles Douglas
- Gilbert Cove, Thomas Gilbert
- Guysborough (Guy's borough), Guy Carleton
- Illa Seccombes, John Seccombe[82]
- Parrsboro, John Parr
- Rawdon, Francis Rawdon-Hastings
- Russell Lake, Nathaniel Russell
- Tiddville, Samuel Tidd, assistent del Col. Beverley Robinson
- Wentworth, John Wentworth
- Wentworth Valley, John Wentworth
- Wentworth Station, John Wentworth